# KADOKAWAミステリ
KADOKAWAミステリ（カドカワミステリ）は、角川書店が発行していた日本の小説誌。ミステリ小説やホラー小説などのエンタテインメント作品を扱う。

## 概要
毎月15日発売。創刊号は、1999年11月に発行されている（プレ創刊号が1999年6月・7月に刊行されている）。2003年5月に休刊となった。休刊に伴い、連載は〈カドカワeマガ〉として電子ブックに吸収された。前身の雑誌は、1974年5月から1996年4月まで刊行されていた『野性時代』である。後続の雑誌として、2003年12月に『野性時代』が新たに創刊されている。『KADOKAWAミステリ』のウェブ版であるウェブサイト〈KADOKAWA MYSTERY EXPRESS（カドカワミステリ エクスプレス）〉では、雑誌との連動企画や、ウェブならではのインタラクティブコンテンツなどが展開されている。横溝正史ミステリ大賞や日本ホラー小説大賞の選評が掲載されたことがある。
日本の推理小説雑誌には、『ジャーロ』、『小説推理』、『ミステリーズ!』、『メフィスト』、『ミステリマガジン』がある。

## 主な連載作品
- 綾辻行人 『最後の記憶』
- 荒俣宏 『新帝都物語 維新国生み篇』
- 奥田英朗 『サウスバウンド』
- 重松清 『疾走』
- 東野圭吾 『殺人の門』